# Водно колело
Водното колело е машина за преобразуване на енергията на течаща или падаща вода във въртеливо движение и оттам в полезни форми на мощност, често срещано във водениците. Водното колело се състои от колело (обикновено изработено от дърво или метал), с редица лопатки или кофи, подредени по външната повърхност (цилиндър).
Водните колела все още са в търговска употреба и през 20 век, но почти не се използват през 21 век. Използването включва мелене на брашно, смилане на дървесина в целулоза за производство на хартия, изчукване на ковано желязо, механична обработка, рушене на руда и производство на влакна за използване при производството на плат.
Някои водни колела се захранват с вода от воденично водно езеро, което се образува при затваряне на водния приток чрез създаване заграждение, като бент. Канал за водата, която тече към или от водното колело, се нарича мелнично трасе.
От средата до края на 18 век научното проучване на водното колело на Джон Смитон довежда до значително повишаване на ефективността, доставяща толкова необходима енергия за индустриалната революция.
Водните колела започват да се изместват от по-малката, по-евтина и по-ефективна турбина, разработена от Бенуа Фурнерон, започвайки с първия си модел през 1827 г. Турбините могат да работят с много по-големи височини, които надвишават възможностите на водните колела с практични размери.
Основната трудност на водните колела е тяхната зависимост от течаща вода, което ограничава къде могат да бъдат разположени. Съвременните водноелектрически язовири могат да се разглеждат като потомци на водното колело, тъй като те работят на същия принцип и също се възползват от движението на водата по нанадолнището.